# Phyllis Schlafly
Phyllis Schlafly, född Phyllis McAlpin Stewart 15 augusti 1924 i Saint Louis i Missouri, död 5 september 2016 i Ladue i Missouri, var en amerikansk advokat, författare och konservativ politisk aktivist, framför allt känd för sin antifeminism. 

## Biografi
Phyllis Schlafly föddes in i en katolsk familj i delstaten Missouri i USA. 
Tillsammans med sin make John Fred Schlafly fick hon sex barn, varav Andrew Schlafly blev känd som Conservapedias grundare. Schlafly har gett ut åtskilliga böcker, varav den mest kända är A Choice Not An Echo (1964).
Phyllis Schlafly avled den 6 september 2016, 92 år gammal.

## Politisk aktivism
Politiskt aktiv stödde hon Barry Goldwater och försökte komma in i kongressen flera gånger utan att lyckas. Hon motarbetade den amerikanska kvinnorörelsen från politiskt håll, bland annat genom att motsätta sig författningstillägget Equal Rights Amendment (ERA). För att tillägget skulle träda i kraft krävdes att det måste ratificeras av minst 38 delstater. Efter att 30 stater gjort det saktade processen ned. Schlafly ledde ett landsomfattande försök att förhindra ratificeringen, med följande motivering: 
Den kommer inte att göra någonting för kvinnorna, och den kommer att ta ifrån kvinnorna de rättigheter de redan har, som rätten att bli försörjd av sin man, rätten att undantas från militär tjänst och rätten att, om hon så vill, gå på ett college enbart avsett för kvinnor. 
Enligt henne var kvinnan tillräckligt lagskyddad. Hon fick stöd av kvinnor som kände sig hotade av förändringarna, och av män som ogillade feminismen. Sommaren 1982 hade man lyckats rida ut tidsfristen. ERA måste igen antas av hela kongressen.